# Otala lactea
Otala lactea es una especie de molusco gasterópodo terrestre de la familia Helicidae. Es un caracol comestible. Las excavaciones arqueológicas en el sitio Romano Antiguo de Volubilis, en Marruecos, ilustran la explotación prehistórica de O. lactea por humanos.

## Características
Otala lactea es muy parecida a Otala punctata, de la que se diferencia por tener casi siempre líneas oscuras bien marcadas en la concha (ausentes o poco visibles en O. punctata) y por el labio de la abertura negro (claro en O. punctata).
Este caracol crea y usa dardos de amor como parte de su comportamiento de cortejo, con anterioridad a la cópula. La concha del caracol juega una función importante en su calidad de vida. Esto se debe a que el calcio de la concha permite la regeneración de la misma si ésta se rompe.
O. lactea ha desarrollado la adaptación evolutiva de estivación que le ayuda a sobrevivir en condiciones duras como la sequía o la hambruna. Durante este tiempo suprime su metabolismo. Esto afecta a muchas de las funciones vitales. A nivel celular, el tránsito de vida normal a estivación afecta la función de la Na+/K+-ATPasa que se reduce significativamente durante la estivación. Dado que la bomba Na+/K+-ATPasa usa mucho ATP, su supresión juega una función clave en la estivación de O. lactea.

## Distribución
O. lactea es nativa a Europa y partes de África del Norte. La especie ha sido introducida en los Estados Unidos, incluyendo (Arizona, California y Florida), en Bermudas, Cuba, sudeste de Australia, y América del Sur (Paraguay, Argentina, Bolivia, Brasil, Chile y Uruguay).
Vive desde 0 metros (nivel del mar) hasta los 800 metros de altitud. 